# トンボー (小惑星)
トンボー (1604 Tombaugh) は、小惑星帯に位置する小惑星。

## 発見
1931年3月24日、アメリカのアリゾナ州フラッグスタッフにあるローウェル天文台で、カール・オットー・ランプランドによって発見された。トンボーはランプランドが発見した唯一の小惑星である。
この天体の姿を捉えた写真乾板（天体写真）は、クライド・トンボーが撮影したものである。パーシヴァル・ローウェルの遺志を受け継ぎ、ローウェル天文台で新惑星の探査にあたったトンボーは、1930年2月18日に冥王星を発見した。しかし、冥王星は予想よりも小さく、ローウェル天文台ではトンボーらによるブリンクコンパレーターを用いての掃天観測が継続された。この小惑星の発見は、その副産物である。

## 名称
冥王星の発見者として知られる天文学者クライド・トンボーに因む。
1980年2月18日、冥王星の発見50年を記念して開かれたシンポジウムに際して、ローウェル天文台はこの小惑星に「トンボー」と名付けた。命名は1980年4月の小惑星回報（MPC 5280）で公表された。